# فلیچه مونتاگینی
فلیچه مونتاگینی (ایتالیایی: Felice Montagnini؛ ۱۱ مارس ۱۹۰۲ – ۲۰ فوریه ۱۹۶۶) آهنگساز، رهبر ارکستر و موسیقی‌دان اهل ایتالیا بود.

از فیلم‌ها یا مجموعه‌های تلویزیونی که وی در آن‌ها نقش داشته است، می‌توان به یک توپ و یازده مرد، دورا نلسون، معشوقه پنهانی و شوهران در شهر اشاره نمود.